# James Newton Howard
James Newton Howard (Los Angeles, 9 de junho de 1951) é um compositor, maestro, produtor musical e músico estadunidense, conhecido mundialmente por seus trabalhos com temas de filmes. Ao longo de sua carreira, ele marcou mais de 100 filmes de todas as escalas e gêneros, ganhando várias indicações a prêmios por seu trabalho, como um Grammy Award, um Emmy Award, e oito indicações ao Óscar. Entre suas trilhas sonoras de filmes mais conhecidas estão Pretty Woman (1990), O Príncipe das Marés (1991), O Fugitivo (1993), O Sexto Sentido (1999), O Planeta do Tesouro (2002), A Vila (2004), King Kong (2005), Batman Begins (2005), Eu Sou a Lenda (2007), Diamante de Sangue (2006), O Cavaleiro das Trevas (2008), Jogos Vorazes (2012), O Legado Bourne (2012), Jogos Vorazes: Em Chamas (2013), Jogos Vorazes: A Esperança - Parte 1 (2014), Jogos Vorazes: A Esperança - O Final (2015), Animais Fantásticos e Onde Habitam (2016) e Animais Fantásticos: Os Crimes de Grindelwald (2018). É conhecido por ser um compositor rápido devido ao seu trabalho em filmes de grande escala, tais como King Kong e Jogos Vorazes, ambos os quais as trilhas foram compostas em aproximadamente um mês.

## Carreira

### Década de 1990
Howard trabalhou na trilha sonora de Pretty Woman (1990) comédia romântica de grande sucesso e recebeu sua primeira nomeação do Oscar pela trilha de O Príncipe das Marés (1991). Definindo o humor musical para inúmeros filmes ao longo da década, as habilidades de Howard abrangeram uma infinidade de gêneros, incluindo as quatro melhores trilhas sonoras originais de indicadas ao Oscar: O Fugitivo (1993), a comédia romântica O Casamento do Meu Melhor Amigo (1997), o suspense The Village (2004), e Conduta de Risco (2007). Além disso, Howard trabalhou no filme faroeste Wyatt Earp (1994), Waterworld (1995), e As Duas Faces De Um Crime (1996). Suas colaborações nas músicas de Um Dia Especial (1996) e Júnior (1994) rendeu indicações ao Óscar na categoria Melhor Canção. Juntamente com trilhas de filmes independentes e em pequena escala, Howard mostrou-se igualmente hábil em compor para espetáculos de Hollywood de grande orçamento, incluindo Space Jam (1996), O Inferno de Dante (1997) e Colateral (2004). Ele também trabalhou em quarto filmes da Disney: Dinosaur (2000), Atlantis - O Reino Perdido (2001), O Planeta do Tesouro (2002) e .Raya e o Último Dragão(2021). Embora ele se concentra principalmente em filmes, Howard também contribuiu em músicas para TV, ganhando uma indicação ao Emmy em 1995 por seu tema no drama da NBC ER (Plantão Médico), ele também forneceu os temas para The Sentinel e Gideon's Crossing, ganhando um Emmy pelo último. Ele marcou todos os thrillers de suspense de Shyamalan, O Sexto Sentido (1999), Unbreakable (2000), Sinais (2002), The Village (2004), A Dama na Água (2006), Fim dos Tempos (2008), e O Último Mestre do Ar (2010).

### Década de 2000
Em 14 de outubro de 2005, foi oficialmente anunciado que James Newton Howard iria substituir Howard Shore como compositor para King Kong, devido a "diferentes aspirações criativas para a trilha" entre Shore e diretor Peter Jackson.  A trilha sonora resultante gerou à Howard sua primeira indicação ao Golden Globe de Melhor Trilha Sonora Original. Seu trabalho em Conduta de Risco lhe rendeu mais uma indicação ao Oscar. Ele seguiu em 2008 com sua oitava indicação ao Oscar por Um Ato de Liberdade. Ele também colaborou com Hans Zimmer na trilha de Batman Begins e na sequência O Cavaleiro das Trevas.
Algumas de suas obras mais recentes são Fim dos Tempos (2008), o seu sexto filme com M. Night Shyamalan, Diamante de Sangue, The Water Horse: Legend of the Deep, Eu Sou a Lenda, Jogos de Poder, e a adaptação cinematográfica da série da Nickelodeon Avatar: O Último Mestre do Ar.
```
Em 2009, ele foi premiado com um 
Grammy
, juntamente com 
Hans Zimmer
 para a trilha sonora de 
O Cavaleiro das Trevas
.
```

Mais tarde, depois de ser substituído em épocas posteriores, ele voltou para a trilha sonora original do episódio final da série de TV ER (Plantão Médico).
Em setembro de 2010, foi nomeado professor visitante de composição de mídia na Royal Academy of Music em Londres.
Em 2014-2015, Howard fez grande sucesso com Jogos Vorazes: A Esperança - Parte 1, quando ele compôs a trilha sonora para o filme, que incluía "The Hanging Tree", com vocais de atriz americana Jennifer Lawrence. A canção chegou ao número 12 na Billboard Hot 100, tornando-se o mais bem sucedido single dos filmes da franquia Jogos Vorazes e primeiro single de Howard e Lawrence.

## Filmografia parcial
- 1987 - Promised Land
- 1990 - Pretty Woman
- 1991 - Dying Young
- 1991 - The Prince of Tides
- 1991 - Grand Canyon
- 1993 - O Fugitivo
- 1993 - Dave
- 1993 - Falling Down
- 1994 - Wyatt Earp
- 1994 - Junior
- 1995 - Just Cause
- 1995 - French Kiss
- 1995 - Waterworld
- 1995 - Restoration
- 1997 - Fathers' Day
- 1997 - Devil's Advocate
- 1997 - Dante's Peak (Apenas a música tema)
- 1997 - The Postman
- 1998 - A Perfect Murder
- 1999 - The Sixth Sense
- 2000 - Dinosaur
- 2000 - Unbreakable
- 2000 - Vertical Limit
- 2001 - Atlantis: The Lost Empire
- 2001 - America's Sweethearts
- 2002 - Big Trouble
- 2002 - Signs
- 2002 - Treasure Planet
- 2003 - Peter Pan
- 2004 - Hidalgo
- 2004 - The Village
- 2005 - The Interpreter
- 2005 - Batman Begins; junto com Hans Zimmer
- 2005 - King Kong
- 2005 - Lady in the Water
- 2006 - Blood Diamond
- 2007 - The Water Horse
- 2007 - Michael Clayton
- 2007 - Eu Sou a Lenda
- 2008 - Fim dos Tempos
- 2008 - The Dark Knight; junto com Hans Zimmer
- 2009 - Os Delírios de Consumo de Becky Bloom
- 2010 - O Último Mestre do Ar
- 2010 - O Turista
- 2012 - Jogos Vorazes
- 2012 - Branca de Neve e o Caçador
- 2013 - Jogos Vorazes: Em Chamas
- 2014 - Malévola
- 2014 - Jogos Vorazes: A Esperança - Parte 1
- 2015 - Jogos Vorazes: A Esperança - O Final
- 2016 - O Caçador e a Rainha do Gelo
- 2016 - Fantastic Beasts and Where to Find Them
- 2018 - Fantastic Beasts: The Crimes of Grindelwald